# Golbey Épinal Thaon Vosges
O Golbey Épinal Thaon Vosges, também conhecido como GET Vosges, foi um clube de basquetebol baseado em Épinal, França que disputou a Nationale Masculine1 (equivalente à terceira divisão francesa). Mandava seus jogos no Palais des Sports com capacidade para 2.300 espectadores. O clube que em 2021 mudou seu nome para Ambition sportive Golbey Épinal, enfrentou graves problemas financeiros e acabou por ser liquidado em 2024.

## Histórico de Temporadas
| Temporada | Nível | Liga      | Pos. | J     | PL  | Resultado         |
| --------- | ----- | --------- | ---- | ----- | --- | ----------------- |
| 1995-96   | 4     | NM2       |      |       |     |                   |
| 1996-97   | 2     | LNB Pro B | 10   |       |     |                   |
| 1997-98   | 2     | LNB Pro B | 4    |       |     |                   |
| 1998-99   | 2     | LNB Pro B | 5    | 18-12 |     |                   |
| 1999-00   | 2     | LNB Pro B | 7    | 19-5  |     |                   |
| 2000-01   | 2     | LNB Pro B | 2    | 19-11 |     |                   |
| 2001-02   | 2     | LNB Pro B | 8    | 16-14 |     |                   |
| 2002-03   | 2     | LNB Pro B | 8    | 16-14 |     |                   |
| 2003-04   | 2     | LNB Pro B | 3    | 11-21 |     |                   |
| 2004-05   | 2     | LNB Pro B | 14   | 14-20 |     |                   |
| 2005-06   | 2     | LNB Pro B | 16   | 14-20 |     |                   |
| 2006-07   | 3     | NM1       | 7    | 18-16 |     |                   |
| 2007-08   | 3     | NM1       | 4    | 25-9  |     |                   |
| 2008-09   | 3     | NM1       | 11   | 16-18 |     |                   |
| 2009-10   | 3     | NM1       | 12   | 17-17 |     |                   |
| 2010-11   | 3     | NM1       | 16   | 9-25  |     | Rebaixado         |
| 2011-12   | 4     | NM2       | 11   | 12-14 |     |                   |
| 2012-13   | 4     | NM2       | 10   | 11-15 |     |                   |
| 2013-14   | 4     | NM2       | 2    | 19-7  |     | Promovido         |
| 2014-15   | 3     | NM1       | 11   | 18-16 |     |                   |
| 2015-16   | 3     | NM1       | 4    | 20-14 | 1-2 | Quartas de finais |
| 2016-17   | 3     | NM1       | 4    | 21-13 | 0-2 | Quartas de finais |
| 2017-18   | 3     | NM1       | 17   | 10-24 |     | Rebaixado         |

fonte:eurobasket.com

## Títulos

### Nationale Masculine 2 (quarta divisão)
- Campeão (1):2013-14